# 익산대학
이리농림학교,이리농림중학교,이리농림고등학교가 익산대학으로 익산대학이 전북대익산캠퍼스로 승격되었다.익산대학(益山大學)은 대한민국 전라북도 익산시에 있었던 국립 전문대학이었다. 2008년 전북대학교와 통합하여, 전북대학교 특성화캠퍼스가 되었다.
일제시대 
명문 중 명문
이리농림학교는 이리농고의 모태이며 익산대와 전북대익산캠퍼스로 승격되었다. 사실상 이리농대는 이리농림학교에서 시작되었으며 이리농대는 전북대 탄생의 기반이 되었다.
일제시대 이리농림학교 이리농림고등학교 이리농림중학교 위상
일제 당시 이리농림학교는 전국 최초 6년제 실업계 관립학교, 전국 8도의 천재들이 지원하는 명문 중 명문학교였다.이리농림학교 축산과 졸업생에게는 수의사 자격증을 수여했다. 대학 수의학과가 졸업생 아닌 고교 축산과 졸업생에게 수의사 자격증을 준 것은 당시 조선 8도 천재들 모여든 이리농림학교의 위상을 잘 보여주고 있다.
이리농림학교는 1922년 개교 당시 전국 유일의 5년제 관립 농림학교이다.이후 6년제가 되었다. 학생의 모집도 전국 단위로 실시되었고, 전국 13도 도청에서 제1차 입학시험이 치러졌다.경쟁률도 매우 치열하여 소수의 영재들만 합격하였고, 졸업 후 공무원으로 우선 채용되어 급여도 다른 학교 졸업생에 비하여 많이 받았다. 조선 및 일본 학생 반반으로 구성된 이른바 내선공학(內鮮共學)을 내세운 농림학교였다.당대 조선 최고의 수재들이 다니는 학교로 평가됐다.

## 연혁
- 1922년 4월 1일 - 관립이리농림학교 설립 인가
- 1922년 5월 5일 - 개교
- 1947년 8월 12일 - 이리공립농림중학교로 개편
- 1951년 - 이리농림고등학교로 개편
- 1992년 - 국립 이리농공전문대학로 개편
- 1993년 - 이리농림고등학교 폐교
- 1998년 - 익산대학으로 교명 변경
- 2008년 - 전북대학교와 통합